# Ocotea rufovestita
Ocotea rufovestita är en lagerväxtart som beskrevs av Adolpho Ducke. Ocotea rufovestita ingår i släktet Ocotea och familjen lagerväxter. Inga underarter finns listade i Catalogue of Life.